# Río Coto Brus
Río Coto Brus är ett vattendrag i Costa Rica.   Det ligger i provinsen Puntarenas, i den sydöstra delen av landet, 160 km sydost om huvudstaden San José.